# Ditrichocorycaeus
Ditrichocorycaeus – rodzaj widłonogów z rodziny Corycaeidae. Takson ten wprowadziła (jako podrodzaj rodzaju Corycaeus) niemiecka zoolożka Maria Dahl w 1912 roku. Później uzyskał on status osobnego rodzaju.

## Podział systematyczny
Do rodzaju należą następujące gatunki:
- Ditrichocorycaeus affinis (McMurrich, 1916)
- Ditrichocorycaeus africanus (Dahl F., 1894)
- Ditrichocorycaeus amazonicus (Dahl F., 1894)
- Ditrichocorycaeus americanus (Wilson M.S., 1949)
- Ditrichocorycaeus andrewsi (Farran, 1911)
- Ditrichocorycaeus anglicus (Lubbock, 1857)
- Ditrichocorycaeus asiaticus (Dahl F., 1894)
- Ditrichocorycaeus aucklandicus (Krämer, 1895)
- Ditrichocorycaeus brehmi (Steuer, 1910)
- Ditrichocorycaeus dahli (Tanaka, 1957)
- Ditrichocorycaeus dubius (Farran, 1911)
- Ditrichocorycaeus erythraeus (Cleve, 1904)
- Ditrichocorycaeus lubbocki (Giesbrecht, 1891)
- Ditrichocorycaeus minimus (Dahl F., 1894)
- Ditrichocorycaeus subtilis (Dahl M., 1912)
- Ditrichocorycaeus subulatus (Herrick, 1887)
- Ditrichocorycaeus tenuis (Giesbrecht, 1891)